# SMS Helgoland (1912)
SMS Helgoland – austro-węgierski krążownik z okresu I wojny światowej. Drugi okręt typu Novara (nazywanego także ulepszonym typem Admiral Spaun).

## Charakterystyka
Okręt był jednym z austro-węgierskich krążowników szybkich, przewyższających prędkością współczesne im okrętych innych państw. Przeznaczone były one do działań w charakterze liderów flotylli torpedowców, ale w trakcie wojny okazały się niezastąpionym elementem cesarsko-królewskiej floty, biorąc udział niemal we wszystkich bitwach toczonych na Adriatyku.
Wkrótce okazało się, że ich artyleria jest zbyt słaba i w roku 1918 planowano przezbrojenie w 5 dział 150 mm i 2 działa przeciwlotnicze 90 mm.

## Szlak bojowy
Okręt brał udział w bitwie w Cieśninie Otranto. W jej pierwszej fazie, nad ranem, 15 maja 1917 "Helgoland" wraz z bliźniaczymi SMS "Saida" i "Novara" zatopił 14 trawlerów blokujących cieśninę. W drugiej fazie zespół austro-węgierskich krążowników starł się z krążownikiem „Marsala”, oraz niszczycielami „Carlo Alberto Racchia”, „Indomito”, „Insidioso”, „Impavido”, „Carlo Mirabello”, "Commandant Rivière", "Cimeterre" i "Bisson". Podczas pojedynku artyleryjskiego "Helgoland" został dwukrotnie trafiony. Zginął jeden marynarz, a na okręcie wybuchł, szybko stłumiony, pożar. W końcowej fazie starcia "Helgoland" osłaniał "Saidę" odholowującą uszkodzoną "Novarę".
"Helgoland" przetrwał I wojnę światową. Został przekazany Włochom jako część austro-węgierskich reparacji wojennych. Po wcieleniu do Regia Marina otrzymał nazwę "Brindisi". Z listy włoskiej floty został skreślony 11 marca 1937 roku.